# Julia Murney
Julia Kathleen Murney (State College, 14 gennaio 1969) è un'attrice e cantante statunitense, nota soprattutto come interprete di musical teatrali.

## Biografia
Ha studiato alla Fiorello H. LaGuardia High School e all'Università di Syracuse. Attiva sulle scene newyorchesi dalla metà degli anni novanta, nel 2000 è stata candidata al Drama Desk Award per la sua performance nel musical The Wild Party con Idina Menzel e Taye Diggs. Nel 2004 ha fatto il suo debutto a Broadway nel musical Lennon, ma è nota soprattutto per la sua performance nel ruolo di Elphaba nel musical Wicked, un ruolo che ha interpretato a Broadway e nella prima tournée statunitense dello show. Molto attiva anche nel circuito regionale, ha recitato in ruoli da protagonista anche nei musical Pippin, Gypsy, Ragtime ed Evita.

## Filmografia parziale

### Cinema
- Ghost Town, regia di David Koepp (2008)
- Not Okay, regia di Quinn Shephard (2022)

### Televisione
- Law & Order - Unità vittime speciali - serie TV, 1 episodio (1999)
- Sex and the City - serie TV, 1 episodio (2003)
- NYPD - New York Police Department - serie TV, 1 episodio (2003)
- Ed - serie TV, 1 episodio (2003)
- Law & Order - I due volti della giustizia - serie TV, 2 episodi (2004-2007)
- Law & Order: Criminal Intent - serie TV, 2 episodi (2004-2007)
- 30 Rock - serie TV, 1 episodio (2009)
- Brothers & Sisters - Segreti di famiglia - serie TV, 1 episodio (2011)
- Elementary - serie TV, 1 episodio (2012)
- Madam Secretary - serie TV, 1 episodio (2016)
- Succession - serie TV, 1 episodio (2018)

### Doppiaggio
- The Longest Journey - videogame (2000)
- Max Payne - videogame (2001)
- Dreamfall: The Longest Journey - videogame (2006)

## Doppiatrici italiane
Nelle versioni in italiano delle opere in cui ha recitato, Julia Murney è stata doppiata da:
- Anna Radici in Law & Order: Criminal Intent (ep.4x10)

Da doppiatrice è stata sostituita da:
- Donatella Fanfani in Max Payne
- Alessandra Felletti in Dreamfall: The Longest Journey (Emma De Vrijer)
- Elisabetta Cesone in Dreamfall: The Longest Journey (dottoressa Park)